# Predsjednik regionalnog vijeća u francuskim pokrajinama
Predsjednik regionalnog vijeća u francuskim pokrajinama (francuski: Président du conseil régional) je izabrani dužnosnik koji je na čelu vijeća određene pokrajine.

## Popis
| Pokrajina                  | 2004-2010.           | 1998-2004.                               | 1992-1998.                                  |
| -------------------------- | -------------------- | ---------------------------------------- | ------------------------------------------- |
| Elzas                      | Adrien Zeller        | Adrien Zeller                            | Marcel Rudloff (umro 1996.)                 |
| Akvitanija                 | Alain Rousset        | Alain Rousset                            | Jacques Valade                              |
| Auvergne                   | Pierre-Joël Bonté    | Valéry Giscard d'Estaing                 | Valéry Giscard d'Estaing                    |
| Donja Normandija           | Philippe Duron       | René Garrec                              | René Garrec                                 |
| Burgundija                 | François Patriat     | Jean-Pierre Soisson                      | Jean-Pierre Soisson, pa Jean-François Bazin |
| Bretanja                   | Jean-Yves Le Drian   | Yvon Bourges                             | Josselin de Rohan                           |
| Centre                     | Michel Sapin         | Michel Sapin, pa Alain Rafesthain        | Maurice Dousset                             |
| Champagne-Ardenne          | Jean-Paul Bachy      | Jean-Claude Étienne                      | Jean Kaltenbach                             |
| Korzika                    | Ange Santini*        | Jean Baggioni*                           | Jean Baggioni*                              |
| Franche-Comté              | Raymond Forni        | Jean-François Humbert                    | Pierre Chantelat                            |
| Gornja Normandija          | Alain Le Vern        | Alain Le Vern                            | Antoine Rufenacht                           |
| Languedoc-Roussillon       | Georges Frêche       | Jacques Blanc                            | Jacques Blanc                               |
| Limousin                   | Jean-Paul Denanot    | Robert Savy                              | Robert Savy                                 |
| Lorraine                   | Jean-Pierre Masseret | Gérard Longuet                           | Gérard Longuet                              |
| Pireneji-Jug               | Martin Malvy         | Martin Malvy                             | Marc Censi                                  |
| Nord-Pas de Calais         | Daniel Percheron     | Michel Delebarre                         | Marie-Christine Blandin                     |
| Provansa-Alpe-Azurna obala | Michel Vauzelle      | Jean-Claude Gaudin, pa Michel Vauzelle   | Jean-Claude Gaudin                          |
| Regija Loire               | Jacques Auxiette     | François Fillon, pa Jean-Luc Harousseau  | Olivier Guichard                            |
| Pikardija                  | Claude Gewerc        | Charles Baur                             | Charles Baur                                |
| Poitou-Charentes           | Ségolène Royal       | Jean-Pierre Raffarin, pa Elisabeth Morin | Jean-Pierre Raffarin                        |
| Rona-Alpe                  | Jean-Jack Queyranne  | Charles Millon, pa Anne-Marie Comparini  | Charles Millon                              |

*Predsjednik Izvršnog vijeća Korzike
|  | Portal Francuske – Pristup člancima s tematikom o Francuskoj. |